# Карлос Риолфо
Карлос Риолфо Секо (5. новембар 1905 — 5. децембар 1978) био је уругвајски фудбалер који је играо за репрезентацију Уругваја. Одиграо је само 2 утакмице за репрезентацију, обе 1928. против Аргентине, али је био неискоришћени члан екипе која је освојила прво Светско првенство 1930. године. Играо је за Пењарол у клупском фудбалу.